# NHo Amorim do Valle (H-35)
Le NHo Amorim do Valle (H-35) est un navire hydro-océanographique de troisième classe de la Marine brésilienne. Il porte le nom  du vice-amiral Edmundo Jordão Amorim do Valle.

## Historique
Construit sur les chantiers Richards Ironworks à Lowestoft, en Angleterre, le navire a été mis à l'eau le 17 mai 1984, sous le nom de HMS Humber (M 2007) . C'était un navire d'entrainement de la Royal Naval Reserve reconverti de la Classe River de dragueur de mines. 
Le gouvernement brésilien et le ministère de la Défense britannique ont signé un accord d'achat de sept navires de patrouille issus de la classe River de dragueur de mines dont le Humber, le 18 novembre 1994.
Il a été incorporé sous le nom de NB Amorim do Valle (H-35) à la Marine brésilienne le 31 janvier 1995 à la base navale de Portsmouth, en Angleterre, lors d’une cérémonie conjointe avec le NB Jorge Leite (H-36) et le NB Garnier Sampaio (H-37), présidé par M. Rubens Antonio Barbosa, Ambassadeur du Brésil au Royaume-Uni. Les trois navires baliseurs (NB) forment la Classe Amorim do Valle.

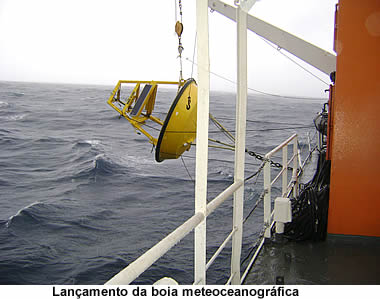
Lancement de bouée

Les trois navires ont été reclassé comme navire hydro-océanographique et furent désormais en mesure de réaliser des études hydrographiques, océanographiques, météorologiques ainsi que des activités de signalisation nautique à la sécurité de la navigation et soutien aux opérations navales et navales.. Il porte désormais le nom de NHo Amorim do Valle (H-36). Le navire est capable de mener des activités de balisage, de transporter, de collecter et de lancer des bouées de signalisation, ainsi que de bouées océanographiques et météorologiques de haute mer.

### Note et référence
1. ↑  [aval.com.br/ngb/A/A062/A062-M2007.htm HMS Humber M 2012 - Site Naval.com.br]

- (pt) Cet article est partiellement ou en totalité issu de l’article de Wikipédia en portugais intitulé « NHo Amorim do Valle (H-35) » (voir la liste des auteurs).